# Пыль, Яцек
Яцек Пыль (пол. Jacek Pyl OMI, 17 августа 1962 год, Гарволин, Польша) — католический прелат, вспомогательный епископ Одесской и Симферопольской епархии с 23 ноября 2012 года, глава душепастырского округа Римско-католической Церкви в Крыму и Севастополе с 22 декабря 2014 года. Член монашеской конгрегации Облаты Непорочной Марии.

## Биография
Был крещён в церкви святой Ядвиги в селе Самогощ (пол. Samogoszcz). С 1969 по 1977 год обучался в начальной школе села Подвежбе (пол. Podwierzbie). С 1977 по 1981 год обучался в начальной семинарии монашеской конгрегации Облатов Непорочной Марии в селе Марковице (пол. Markowice, Куявско-Поморское воеводство). С 1981 по 1982 год проходил новициат в монастыре облатов на горе Святого Креста около города Кельце. 8 сентября 1986 года принял постоянные монашеские обеты. C 1982 по 1988 год обучался в Высшей духовной семинарии миссионеров-облатов Непорочной Девы Марии в селе Обра (пол. Obra, Великопольское воеводство). 17 июня 1987 года был рукоположен в сан диакона. 20 июня 1988 года был рукоположен в священники познанским архиепископом Ежи Стробой. Получил степень магистра богословия, защитив диссертацию «Созерцательный аспект Конституций и Правил миссионеров-облатов Непорочной Девы Марии».
С 1988 по 1990 год был помощником наставника новициев в монастыре облатов, в котором ранее проходил новициат. С 1990 года Яцек Пыль осуществлял пастырское служение на Украине, где с 1990 по 1991 год был викарием в приходах города Жмеринки, сёл Молчаны и Тарасовка. С 1991 года по сентябрь 1997 года был настоятелем в приходе города Гнивань, посёлков Сутиски и Тывров (с 1994 года).
С сентября 1997 года по 2006 год был настоятелем Делегатуры облатов на Украине. В это же время был настоятелем в Кривом Роге (1997—2004), Евпатории (1999), Полтаве, Лубнах, Миргороде, Кременчуге и Комсомольске (2002—2003), Нежине и Прилуках (2006), Чернигове, Щорсе, Нежине (2009) и настоятелем монастыря в Чернигове (2009). В 2012 году был настоятелем Делегатуры облатов и настоятелем в Тыврове, Винницкая область.
23 ноября 2012 года Римский папа Бенедикт XVI назначил Яцека Пыля титулярным епископом Новасинны и вспомогательным епископом Одесско-Симферопольской епархии. 5 января 2013 года состоялось рукоположение Яцека Пыля в епископа, которое совершил епископ одесский и симферопольский Бронислав Бернацкий в сослужении с львовским архиепископом Мечиславом Мокшицким и апостольским нунцием на Украине Томасом Эдвардом Галликсоном.
С 2013 года служит в Симферополе, Крым. 22 декабря 2014 года назначен Ватиканом главой особого пастырского округа в Крыму и Севастополе.